# Gilbert Julian Vinot
Pour les articles homonymes, voir Vinot.
Gilbert-Julian Vinot, né le 17 juillet 1772 à Soissons, dans l'Aisne, et mort le 6 juin 1838 à Lahontan, dans les Basses-Pyrénées, est un général français du Premier Empire.

## Biographie
Gilbert Vinot entre dans l'armée comme volontaire au 1er bataillon de grenadiers de Paris. Il prend part à la première campagne d'Italie, à l'expédition d'Égypte et aux campagnes de 1805, 1806 et 1807 au sein de la Grande Armée.
Envoyé en Espagne, il est blessé en 1808 au cours de la bataille de Medina de Rioseco, puis devient colonel du 2e régiment de hussards le 16 mars 1809. Général de brigade le 3 mars 1813, il est de nouveau blessé à Vitoria.
Il n'exerce plus ensuite que des commandements territoriaux.

## Décorations, titres et distinctions
Gilbert Vinot est fait chevalier de la Légion d'honneur le 14 juin 1804, officier de cet ordre le 10 septembre 1807 puis commandeur le 20 mai 1811.
Le colonel Vinot est fait chevalier de l'Empire le 6 octobre 1810.